# Волынская улица (Киев)
Волынская улица (укр. Волинська вулиця) — улица в Соломенском районе города Киева. Пролегает от бульвара Чоколовский до проспекта Воздухофлотский, исторически сложившаяся местность (район) Чоколовка.
Примыкает улица Авиаконструктора Антонова, Сергея Берегового (Мартиросяна), Очаковская, Донецкая, Святославская, Семьи Идзиковских, Новгород-Северская (Новгородская), Академика Карпинского, Васильченко, Максима Левина (Багратионная), Максима Березовского (Глинки), Смелянская, Фастовская, Винницкая, Запорожская, Новокодакская, Аэродромная.

## История
Волынская улица возникла в 1-й половине 20 века: присутствует в списках улиц Чоколовки с 1933 года (от современной Донецкой улицы в направлении аэропорта).
В 1950-е годы в ходе строительства Первомайского жилого массива была проложена Новая улица (между современными Донецкой улицей и Чоколовским бульваром).
5 июля 1955 года Новая улица в Железнодорожном районе была переименована на Новоградволынская улица — в честь города Новоград-Волынский, согласно Решению исполнительного комитета Киевского городского совета депутатов трудящихся № 857 «Про переименование улиц г. Киева» («Про перейменування вулиць м. Києва»).
30 декабря 1962 года Волынская улица и Новоград-Волынская улица в Железнодорожном районе были объединены в единую Волынскую улица — в честь исторической области Волынь, согласно Решению исполнительного комитета Киевского городского совета депутатов трудящихся № 2216 «Про наименование и переименование улиц и площадей города Киева» («Про найменування та перейменування вулиць і площ м. Києва»).
В период 1970—1980-е годы старая часть улицы была значительно расширена и почти полностью была перестроена, при этом была частично или полностью ликвидирована застройка примыкающих улиц (Запорожская, Ивановская, Котляревского, Багратионная, Шекспировская, Перекопская и другие).

## Застройка
Улица пролегает в юго-западном параллельного улице Ушинского.
Парная и непарная стороны начала улицы заняты малоэтажной и многоэтажной жилой застройкой, учреждениями обслуживания, конца улицы (после примыкания Смелянской) — территориями промышленных предприятий, складами и базами.
Учреждения:
1. дом № 1/25 — музыкальная школа № 7 им. Шамо
2. дом № 12 — центральная клиника ветеринарной медицины
3. дом № 21 — детская клиническая больница № 3 Соломенского района
4. дом № 40 — Киевская картонажно-фасовочная фабрика